# Dalaas
Dalaas é um município da Áustria, situado no distrito de Bludenz, na estado de Vorarlberg. Tem 94,24 km² de área e sua população em 2019 foi estimada em 1.599 habitantes.